# Kongo-Kinshasas flagga
Kongo-Kinshasas flagga är himmelsblå med ett rött diagonalt band från den inre nedre kanten till den övre yttre kanten. Till vänster om det röda bandet, som avgränsas med gula skiljeränder finns en gul stjärna. Flaggan har proportionerna 4:3 och antogs av Kongo-Kinshasa den 18 februari 2006.

## Symbolik
Den blå färgen symboliserar fred. Den röda färgen står för landets martyrer, det gula för landets rikedom och stjärnan symboliserar landets strålande framtid.

## Historik
Flaggans utseende har skiftat genom åren sedan självständigheten, och den nuvarande flaggan påminner starkt om de båda versioner som användes mellan 1963 och 1971. Dagens flagga skiljer sig från 1963 och 1966 års flaggor genom att den blå nyansen är ljusare.

### Tidigare flaggor
Den första kongolesiska republiken skapades 1960 vid självständigheten från Belgien. Flaggan var då blå med en större och sex mindre stjärnor som symboliserade landets sex provinser. Flaggans utformning baserade sig på den flagga som användes av Internationella Afrikasällskapet, den föregivet humanitära hjälporganisation som Leopold II av Belgien skapade 1876 och som sedermera utvecklades till Kongofristaten. Den dåvarande arméchefen Joseph-Désiré Mobutu tog makten genom en statskupp 1965 och genomdrev ett namnbyte från Kongo till Zaire 1971, då även flaggan förändrades. Mobutu förde en strikt politik mot allting som påminde om den gamla kolonialtiden, och den nya flaggan hade inga kopplingar till den gamla belgiska kolonialflaggan. Den byggde till stor del på den flagga som användes av Mobutus parti Mouvement populaire de la révolution (MPR).
Efter Mobutus fall 1997 antogs en flagga som liknade den flagga som användes av den första självständiga republiken 1960–1963. I och med den nya författningen 2006 förändrades flaggan till en version som liknar den som användes mellan 1963 och 1966.

Flaggan för såväl Internationella Afrikasällskapet, som Kongofristaten (1877–1908) och Belgiska Kongo (1908–1960)
1960–1963 års självständighetsflagga
Flaggan 1966–1971
Zaires flagga (1971–1997)
Flaggan 1997–2006
Flaggan sedan 2006